# Stanley Nsoki
Stanley Pierre Nsoki (ur. 9 kwietnia 1999 w Poissy) – francuski piłkarz pochodzenia kongijskiego, występujący na pozycji środkowego obrońcy w niemieckim kluble TSG 1899 Hoffenheim.

## Kariera klubowa
Swoją karierę piłkarską Nsoki rozpoczął w 2007 roku w klubie US Roissy-en-Brie. W 2014 roku podjął treningi w juniorach Paris Saint-Germain. W sezonie 2017/2018 stał się członkiem rezerw, a następnie także pierwszego zespołu. W rezerwach PSG zadebiutował 12 sierpnia 2017 w przegranym 0:1 wyjazdowym meczu z FC Saint-Louis Neuweg. Z kolei w pierwszym zespole PSG swój debiut zaliczył 20 grudnia 2017 w wygranym 3:1 domowym meczu z SM Caen, gdy w 65. minucie zmienił Marquinhosa. W sezonach 2017/2018 i 2018/2019 wywalczył z PSG dwa mistrzostwa Francji, a w 2018 roku zdobył także Puchar Francji.
31 sierpnia 2019 Nsoki został zawodnikiem OGC Nice, który zapłacił za niego kwotę 12,5 miliona euro. W klubie z Nicei zadebiutował 1 września 2019 w wygranym 2:1 wyjazdowym meczu ze Stade Rennais. W Nice występował przez dwa lata.
24 lipca 2021 Nsoki przeszedł do Club Brugge za 6,5 miliona euro. W barwach Brugge zadebiutował 1 sierpnia 2021 w zwycięskim 1:0 wyjazdowym meczu z Royale Union Saint-Gilloise.

## Kariera reprezentacyjna
Nsoki grał w młodzieżowych reprezentacjach Francji na szczeblach U-16, U-17, U-19, U-20 i U-21.

## Statystyki kariery
| Sezon   | Klub                  | Kraj    | Rozgrywki              | Mecze | Gole |
| ------- | --------------------- | ------- | ---------------------- | ----- | ---- |
| 2017/18 | Paris Saint-Germain   | Francja | Ligue 1                | 1     | 0    |
| 2017/18 | Paris Saint-Germain B | Francja | Championnat National 2 | 9     | 0    |
| 2018/19 | Paris Saint-Germain   | Francja | Ligue 1                | 12    | 0    |
| 2018/19 | Paris Saint-Germain B | Francja | Championnat National 2 | 4     | 0    |
| 2019/20 | OGC Nice              | Francja | Ligue 1                | 17    | 0    |
| 2020/21 | OGC Nice              | Francja | Ligue 1                | 18    | 0    |
| 2021/22 | Club Brugge           | Belgia  | Eerste klasse A        | 33    | 0    |